# Communauté de communes Haute-Provence Pays de Banon
Die Communauté de communes Haute-Provence Pays de Banon (offizielle Schreibweise Communauté de communes Haute-Provence - Pays de Banon) ist ein französischer Gemeindeverband mit der Rechtsform einer Communauté de communes im Département Alpes-de-Haute-Provence in der Region Provence-Alpes-Côte d’Azur. Sie wurde am 30. November 2016 gegründet und umfasst 21 Gemeinden. Der Verwaltungssitz befindet sich im Ort Mane.

## Historische Entwicklung
Der Gemeindeverband entstand mit Wirkung vom 1. Januar 2017 durch die Fusion der Vorgängerorganisationen
- Communauté de communes du Pays de Banon und
- Communauté de communes de Haute-Provence.[3]

Gleichzeitig wechselte die Gemeinde Saint-Maime von der Durance-Luberon-Verdon Agglomération zum hiesigen Verband.

## Mitgliedsgemeinden
| Gemeinde                                            | Einwohner 1. Januar 2022 | Fläche km² | Dichte Einw./km² | Code INSEE | Postleitzahl |
| --------------------------------------------------- | ------------------------ | ---------- | ---------------- | ---------- | ------------ |
| Aubenas-les-Alpes                                   | 85                       | 7,93       | 11               | 04012      | 04110        |
| Banon                                               | 1.070                    | 39,81      | 27               | 04018      | 04150        |
| Dauphin                                             | 837                      | 9,71       | 86               | 04068      | 04300        |
| L’Hospitalet                                        | 96                       | 19,35      | 5                | 04095      | 04150        |
| La Rochegiron                                       | 108                      | 30,11      | 4                | 04169      | 04150        |
| Mane                                                | 1.390                    | 22,00      | 63               | 04111      | 04300        |
| Montjustin                                          | 57                       | 10,15      | 6                | 04129      | 04110        |
| Montsalier                                          | 167                      | 23,81      | 7                | 04132      | 04150        |
| Oppedette                                           | 44                       | 8,49       | 5                | 04142      | 04110        |
| Redortiers                                          | 89                       | 45,77      | 2                | 04159      | 04150        |
| Reillanne                                           | 1.730                    | 38,55      | 45               | 04160      | 04110        |
| Revest-des-Brousses                                 | 264                      | 22,95      | 12               | 04162      | 04150        |
| Revest-du-Bion                                      | 487                      | 43,45      | 11               | 04163      | 04150        |
| Saint-Maime                                         | 904                      | 7,51       | 120              | 04188      | 04300        |
| Saint-Martin-les-Eaux                               | 123                      | 9,15       | 13               | 04190      | 04300        |
| Saint-Michel-l’Observatoire                         | 1.278                    | 27,78      | 46               | 04192      | 04870        |
| Sainte-Croix-à-Lauze                                | 86                       | 8,65       | 10               | 04175      | 04110        |
| Saumane                                             | 125                      | 3,21       | 39               | 04201      | 04150        |
| Simiane-la-Rotonde                                  | 608                      | 67,86      | 9                | 04208      | 04150        |
| Vachères                                            | 318                      | 23,42      | 14               | 04227      | 04110        |
| Villemus                                            | 193                      | 9,59       | 20               | 04241      | 04110        |
| Communauté de communes Haute-Provence Pays de Banon | 10.059                   | 479,25     | 21               | –          | –            |